# Villas de la Hacienda Fraccionamiento
Villas de la Hacienda Fraccionamiento är en ort i Mexiko.   Den ligger i kommunen Tlajomulco de Zúñiga och delstaten Jalisco, i den centrala delen av landet, 500 km väster om huvudstaden Mexico City. Villas de la Hacienda Fraccionamiento ligger 1 536 meter över havet och antalet invånare är 11 078.
Terrängen runt Villas de la Hacienda Fraccionamiento är platt österut, men västerut är den kuperad. Runt Villas de la Hacienda Fraccionamiento är det tätbefolkat, med 266 invånare per kvadratkilometer. Närmaste större samhälle är Guadalajara, 15,1 km norr om Villas de la Hacienda Fraccionamiento. Omgivningarna runt Villas de la Hacienda Fraccionamiento är en mosaik av jordbruksmark och naturlig växtlighet.